# Данилов, Эдуард Фёдорович
Эдуард Фёдорович Данилов (род. 1933) — советский партийный и государственный деятель; член президиума Совета старейшин республики Саха (Якутия).

## Биография
Родился 5 мая 1933 года в Бордонском наслеге Нюрбинского района в крестьянской семье.
В 1948 году окончил Малыкайскую семилетнюю школу, а в 1951 году среднюю школу и поступил на историко-филологический факультет вновь созданного Якутского педагогического института (ныне Северо-Восточный федеральный университет имени М. К. Аммосова) на отделение подготовки учителей по изучению русского языка и литературы. По окончании вуза, с 1955 года четыре года работал завучем и заместителем директора Малыкайской школы, после чего по рекомендации бюро райкома партии был избран освобожденным секретарем парткома колхоза имени Степана Разина. Вскоре Данилова назначили инструктором партийно-организационного отдела райкома партии, а затем избрали вторым секретарем Нюрбинского райкома партии.
В 1963 году Нюксенский и Сунженский районы были объединены, и новый район стал называться Ленинским. В этом укрупненном районе Э. Ф. Данилов был избран заместителем председателя исполнительного комитета райсовета, а вскоре — председателем исполкома. В 1970 году он окончил Высшую партийную школу в Москве и по рекомендации бюро областного комитета КПСС был избран первым секретарем Горного райкома партии, проработав на этой ответственной должности семь лет. Затем был заведующим сектором в аппарате областного комитета партии, позже — начальником отдела кадров и заведующим общим отделом роспотребсоюза «Холбос».
До выхода на пенсию Эдуард Фёдорович Данилов работал в Администрации Президента и Правительства Республики Саха (Якутия) на должностях ведущего специалиста и ответственного секретаря Верховного Совета Республики Саха (Якутия).
Неоднократно избирался депутатом Верховного Совета Якутской АССР, был членом Якутского областного комитета партии. В качестве члена Союза журналистов Российской Федерации написал много статей о первых русских революционерах и известных партийных деятелях, а также несколько книг, вышедших в якутском издательстве «Бичик».
Заслуженный работник народного хозяйства Республики Саха (Якутия), Почётный гражданин Горного и Нюрбинского улусов.
Вместе со своей женой Верой Сергеевной они воспитали дочь Наталью и двух сыновей — Фёдора и Эдуарда.